# Эстония на зимних Олимпийских играх 2006
Эстония принимала участие в Зимних Олимпийских играх 2006 года в Турине (Италия) в пятый раз за свою историю, и завоевала три золотые медали. Сборная страны состояла из 26 спортсменов (17 мужчин, 9 женщин). Это самое успешное выступление сборной Эстонии.

## Медали
| Золото |                 |                                                   |            |
| №      | Спортсмены      | Вид спорта (дисциплина)                           | Дата       |
| 1      | Кристина Шмигун | Лыжные гонки (женщины, дуатлон 7,5+7,5 км)        | 12 февраля |
| 2      | Кристина Шмигун | Лыжные гонки (женщины, 10 км классическим стилем) | 16 февраля |
| 3      | Андрус Веэрпалу | Лыжные гонки (мужчины, 15 км классическим стилем) | 17 февраля |

## Состав сборной
Биатлон
1. Квота 1
2. Квота 2
3. Квота 3
4. Квота 4
5. Квота 5
6. Квота 6

 Горнолыжный спорт
1. Квота 1
2. Квота 2

 Лыжное двоеборье
1. Квота 1

 Лыжные гонки
1. Андрус Веэрпалу
2. Каспар Кокк
3. Пеэтер Кюммель
4. Яак Маэ
5. Прийт Наруск
6. Айвар Рехемаа
7. Анти Саарепуу
8. Татьяна Маннима
9. Пирет Пормейстер
10. Кайли Сирге
11. Силья Суйя
12. Кристина Шмигун

 Прыжки на лыжах с трамплина
1. Квота 1
2. Квота 2

 Фигурное катание
1. Квота 1
2. Квота 2
3. Квота 3

## Результаты соревнований

### Лыжные виды спорта

#### Лыжные гонки
Мужчины
Дистанционные гонки
| Соревнование              | Спортсмены                                        | Результат | Место | Отставание |
| ------------------------- | ------------------------------------------------- | --------- | ----- | ---------- |
| 15 км классическим стилем | Андрус Веэрпалу                                   | 38:01,3   | 1     | +0,00      |
| 15 км классическим стилем | Яак Маэ                                           | 38:35,2   | 5     | +33,9      |
| 15 км классическим стилем | Каспар Кокк                                       | 40:51,7   | 35    | +2:50,4    |
| 15 км классическим стилем | Прийт Наруск                                      | 41:35,8   | 45    | +3:34,5    |
| дуатлон 15+15 км          | Каспар Кокк                                       | 1:17:50,8 | 19    | +50,0      |
| дуатлон 15+15 км          | Айвар Рехемаа                                     | 1:19:51,4 | 32    | +2:50,6    |
| 50 км классическим стилем | Айвар Рехемаа                                     | 2:08:00,8 | 35    | +1:49,0    |
| эстафета 4×10 км          | Айвар Рехемаа Андрус Веэрпалу Яак Маэ Каспар Кокк | 1:45:23,8 | 8     | +1:38,1    |

Спринт
| Соревнование     | Спортсмены                 | Квалификация  | Квалификация  | Четвертьфинал        | Четвертьфинал        | Четвертьфинал        | Полуфинал            | Полуфинал            | Полуфинал            | Финал                 | Финал                 | Итоговое место |
| Соревнование     | Спортсмены                 | Результат     | Место         | Заезд                | Результат            | Место                | Заезд                | Результат            | Место                | Результат             | Место                 | Итоговое место |
| ---------------- | -------------------------- | ------------- | ------------- | -------------------- | -------------------- | -------------------- | -------------------- | -------------------- | -------------------- | --------------------- | --------------------- | -------------- |
| спринт           | Анти Саарепуу              | 2:17,75       | 14 Q          | 2                    | 2:20,7               | 2 Q                  | 1                    | 2:34,8               | 4 QB                 | Финал B               | Финал B               | 8              |
| спринт           | Анти Саарепуу              | 2:17,75       | 14 Q          | 2                    | 2:20,7               | 2 Q                  | 1                    | 2:34,8               | 4 QB                 | 2:27,9                | 4                     | 8              |
| спринт           | Пеэтер Кюммель             | 2:21,60       | 38            | Завершил выступление | Завершил выступление | Завершил выступление | Завершил выступление | Завершил выступление | Завершил выступление | Завершил выступление  | Завершил выступление  | 38             |
| спринт           | Прийт Наруск               | 2:22,19       | 41            | Завершил выступление | Завершил выступление | Завершил выступление | Завершил выступление | Завершил выступление | Завершил выступление | Завершил выступление  | Завершил выступление  | 41             |
| спринт           | Айвар Рехемаа              | 2:26,09       | 54            | Завершил выступление | Завершил выступление | Завершил выступление | Завершил выступление | Завершил выступление | Завершил выступление | Завершил выступление  | Завершил выступление  | 54             |
| командный спринт | Прийт Наруск Анти Саарепуу | Не проводится | Не проводится | Не проводится        | Не проводится        | Не проводится        | 1                    | 18:07,4              | 7                    | Завершили выступление | Завершили выступление | 14             |

Женщины
Дистанционные гонки
| Соревнование              | Спортсмены                                              | Результат | Место | Отставание |
| ------------------------- | ------------------------------------------------------- | --------- | ----- | ---------- |
| 10 км классическим стилем | Кристина Шмигун                                         | 27:51,4   | 1     | +0,00      |
| 10 км классическим стилем | Силья Суйя                                              | 31:40,9   | 49    | +3:49,5    |
| 10 км классическим стилем | Татьяна Маннима                                         | 31:46,8   | 51    | +3:55,4    |
| 10 км классическим стилем | Кайли Сирге                                             | 32:06,6   | 56    | +4:15,2    |
| дуатлон 7,5+7,5 км        | Кристина Шмигун                                         | 42:48,7   | 1     | +0,00      |
| 30 км свободным стилем    | Кристина Шмигун                                         | 1:23:22,5 | 8     | +57,1      |
| 30 км свободным стилем    | Татьяна Маннима                                         | 1:30:42,1 | 41    | +8:16,7    |
| 30 км свободным стилем    | Кайли Сирге                                             | DNF       | DNF   | DNF        |
| эстафета 4×5 км           | Пирет Пормейстер Силья Суйя Кайли Сирге Татьяна Маннима | 1:00:24,4 | 17    | +5:36,7    |

Спринт
| Соревнование     | Спортсмены                   | Квалификация  | Квалификация  | Четвертьфинал         | Четвертьфинал         | Четвертьфинал         | Полуфинал             | Полуфинал             | Полуфинал             | Финал                 | Финал                 | Итоговое место |
| Соревнование     | Спортсмены                   | Результат     | Место         | Заезд                 | Результат             | Место                 | Заезд                 | Результат             | Место                 | Результат             | Место                 | Итоговое место |
| ---------------- | ---------------------------- | ------------- | ------------- | --------------------- | --------------------- | --------------------- | --------------------- | --------------------- | --------------------- | --------------------- | --------------------- | -------------- |
| спринт           | Татьяна Маннима              | 2:20,44       | 41            | Завершила выступление | Завершила выступление | Завершила выступление | Завершила выступление | Завершила выступление | Завершила выступление | Завершила выступление | Завершила выступление | 41             |
| спринт           | Кайли Сирге                  | 2:22,42       | 47            | Завершила выступление | Завершила выступление | Завершила выступление | Завершила выступление | Завершила выступление | Завершила выступление | Завершила выступление | Завершила выступление | 47             |
| спринт           | Пирет Пормейстер             | 2:24,67       | 54            | Завершила выступление | Завершила выступление | Завершила выступление | Завершила выступление | Завершила выступление | Завершила выступление | Завершила выступление | Завершила выступление | 54             |
| командный спринт | Пирет Пормейстер Кайли Сирге | Не проводится | Не проводится | Не проводится         | Не проводится         | Не проводится         | 2                     | 19:13,6               | 8                     | Завершили выступление | Завершили выступление | 15             |